# Willingham St. Mary
Willingham lub Willingham St. Mary – wieś i civil parish w Anglii, w hrabstwie Suffolk, w dystrykcie East Suffolk. Leży 49 km na północny wschód od miasta Ipswich i 155 km na północny wschód od Londynu. W 2011 roku civil parish liczyła 152 mieszkańców. Willingham jest wspomniana w Domesday Book (1086) jako Well/Willingaham.